# ルキウス・フリウス・カミッルス (紀元前349年の執政官)
ルキウス・フリウス・カミッルス（Lucius Furius Camillus）は紀元前4世紀の共和政ローマの政治家・軍人。紀元前349年に執政官（コンスル）を務めた。

## 経歴
ローマ第二の創建者と謳われるマルクス・フリウス・カミッルスの息子である。紀元前350年に民会運営のために独裁官（ディクタトル）に任命された。
翌紀元前349年には、執政官（コンスル）に就任。同僚執政官はアッピウス・クラウディウス・クラッスス・インレギッレンシスであったが、任期完了前に死亡した。補充執政官は選出されなかったため、ルキウス・フリウスはこの間の単独の最高責任者であった。ルキウス・フリウスは10個軍団を編成、イタリア北部に侵入してきたガリア人に向かい、野戦で彼らに勝利した。このときに、伝説的な英雄でトリブヌス・ミリトゥム（高級士官）であったマルクス・ウァレリウス・コルウスが、一騎打ちで巨大なガリア戦士を倒したとされる。
紀元前345年には独裁官に就任し、突如ローマに反乱したアウルンキ（en）と戦った。この戦いの最中に、ルキウス・フリウスは神の加護を得るためにユーノー・モネータ神殿（en）を建立することを誓った。神殿は翌年カピトリヌスの丘のマルクス・マンリウス・カピトリヌスの屋敷跡（マルクスが王位を狙ったとして死刑になった後、空き地になっていた）に建立された。

## 参考資料
1. ↑  ティトゥス・リウィウス『ローマ建国史』、VII, 24.
2. ↑  ティトゥス・リウィウス『ローマ建国史』、VII, 25.
3. ↑  ティトゥス・リウィウス『ローマ建国史』、VII, 26.
4. ↑  ティトゥス・リウィウス『ローマ建国史』、VII, 28.